# Acesina
Acesina is een geslacht van vlinders van de familie Lycaenidae, uit de onderfamilie Lycaeninae.

## Soorten
- A. aberrans De Nicéville, 1889
- A. arisba De Nicéville, 1891
- A. paraganesa (De Nicéville, 1882)
- A. zephyretta Doherty, 1891